# Nannobisium liberiense
Nannobisium liberiense är en spindeldjursart som beskrevs av Beier 1931. Nannobisium liberiense ingår i släktet Nannobisium och familjen spinnklokrypare. Inga underarter finns listade i Catalogue of Life.